# Dagmar Oppermann
Dagmar Oppermann (* 18. März 1963 in Goslar) ist eine deutsche Juristin und Richterin am Bundessozialgericht, seit April 2022 als Vorsitzende Richterin.

## Leben
Dagmar Oppermann durchlief zunächst eine Ausbildung zur Dipl.-Verwaltungswirtin, bevor sie an der Leibniz-Universität Hannover Rechtswissenschaft studierte. Sie promovierte am Lehrstuhl für Verwaltungswissenschaften und Rechtssoziologie im Öffentlichen Recht zum Thema Die Funktionen des verwaltungsgerichtlichen Vorverfahrens (Widerspruchsverfahren) in Baurechtssachen aus rechtlicher und rechtstatsächlicher Sicht. Sie war 1987 bis 1990 Stipendiatin der Studienstiftung des Deutschen Volkes und erhielt ein Promotionsstipendium der Volkswagenstiftung. Das Referendariat leistete sie im Oberlandesgerichtsbezirk Celle ab.
Auf das Referendariat folgte eine Tätigkeit im Niedersächsischen Umweltministerium, bevor sie 1997 die Richterlaufbahn einschlug. Sie war hierbei zunächst Richterin am Sozialgericht Hildesheim. 1999 bis 2000 war sie an das Bundessozialgericht als Wissenschaftliche Mitarbeiterin und ab 2000 in das Justizministerium Niedersachsens abgeordnet. Es folgte im Oktober 2002 die Ernennung zur Richterin am Landessozialgericht Niedersachsen-Bremen und im November 2006 die Ernennung zur Vorsitzenden Richterin am Landessozialgericht. Ihr Senat am Landessozialgericht war zuständig für das Arbeitsförderungsrecht, das Schwerbehindertenrecht und das Asylbewerberleistungsrecht. Am 1. Juli 2009 trat sie ihren Dienst als Richterin am Bundessozialgericht an. Sie wurde zunächst dem 13. Senat des Bundessozialgerichts zugewiesen, der für Fragen der Rentenversicherung zuständig ist. Derzeit gehört sie dem 3. Senat – gesetzliche Krankenversicherung, Künstlersozialversicherung und Pflegeversicherung – an. Mit ihrer Ernennung zur Vorsitzenden Richterin am 1. April 2022 übernahm Oppermann den für das Vertrags(zahn)arztrecht zuständigen 6. Senat.
Neben der richterlichen Betätigung verfasste sie Fachveröffentlichungen zu den Themen Rehabilitation / Teilhabe, Arbeitsförderung, Grundsicherung, Gleichstellung und Europarecht. Die Universität Göttingen hat sie zur Honorarprofessorin bestellt.